# Sirppa Sivori-Asp
Sirppa Sivori-Asp (Vyborg, 3 juli 1928 - Helsinki, 20 maart 2006) was een Fins actrice, zangeres, en regisseuse op het gebied van opera, televisie en radio. Ze wordt vooral herinnerd om haar televisieprogramma's voor kinderen en haar pioniersrol als poppenspeler.

## Levensloop
Met een kinderrol in de stadsschouwburg van Vyborg begon Sivori al op een leeftijd van vier jaar met acteren.
In de jaren veertig studeerde ze toneel aan de Playhouse School of Theater in Pittsburgh in de Verenigde Staten. Na afronding van deze school acteerde ze tussen 1946 en 1956 voor de stadsschouwburg van Turku. Sinds 1951 tot aan haar dood was ze gehuwd met Eino Asp.
Tijdens het zien van een optreden van het Salzburger Marionettentheater in Oostenrijk in de jaren vijftig werd ze geïnspireerd door het poppentheater. Ze vatte toen het plan een professioneel poppentheater in Finland op te zetten, wat nog zou duren tot uiteindelijk 1971 toen ze nog twee enthousiastelingen ontmoette. In dat jaar begon ze met uitvoeringen onder de naam Nukketeatteri Vihreä Omena (vertaald: Poppentheater Groene Appel) waarvan ze de artistieke leiding op zich nam van 1975 tot 1995.
Rond 1958-1959 deed ze een studie in televisieregie in New York aan The School of Radio and TV Technique. Naast haar werk in het poppentheater werkte ze van 1959 tot 1991 ook als regisseur voor films van de Finse televisieomroep. Verder regisseerde voor toneel, opera en radio en speelde ze rollen in verschillende opera's, toneelvoorstellingen en films.
Ze was verder lerares aan de theateracademie en andere instellingen en schreef een groot aantal toneelstukken die zowel in Finland als in het buitenland werden opgevoerd.
Sinds 1972 was ze lid van de wereldvereniging voor poppenspel Union Internationale de la Marionnette (UNIMA). Voor de Finse afdeling was ze voorzitter van 1985 tot 1992 en tijdens het wereldcongres van 1992 in Ljubljana werd ze gekozen tot voorzitter van de internationale vereniging. In deze functie, waarvoor ze de hele wereld over reisde, was ze werkzaam tot 2000. In de jaren tachtig was ze verder nog voorzitter van de International Association of Women in Television and Radio.

## Erkenning
In september 1996 vierde de Groene Appel zijn 25e jubileum, tegelijk met Sivori-Asps vijftigste jubileum als actrice, en werd ze onderscheiden met de Gouden Medaille van het Finse theater voor haar unieke carrière op het gebied van toneel, opera en poppenspel. Verder werd ze onderscheiden met een kruis in de Orde van de Witte Roos.

## Filmografie
Sivori-Asp was actrice en scriptschrijver voor tientallen Finse films voor televisie. Verder was ze regisseur, scriptschrijver  voor de volgende producties:
- 1973: Joulukalenteri (tv-serie)
- 1968: Kosiomies (tv-film)
- 1967: Särkyneiden sydänten talo (tv-film)
- 1967: Ryöstö Seraljista (tv-film)
- 1966: Kilpakosijat (tv-film)
- 1966: Rakas Wenander (tv-film)
- 1966: Cavalleria rusticana (tv-film)
- 1966: Luxemburgin kreivi (tv-film)
- 1965: Ruma Elsa (tv-film)
- 1965: Ketunpesä (tv-film)
- 1965: Hei siellä! (tv-film)
- 1965: Ruohojen harppu (tv-film)
- 1965: Eläintarhatarina (tv-film)
- 1965: Huone vuokrattavana (tv-film)
- 1965: Osteri ja helmi (tv-film)
- 1965: Laululintunen (tv-film)
- 1964: Pyhä piltti, legenda rikkaan miehen kääntymyksestä (tv-film)
- 1964: Pyörteitä (tv-film)
- 1964: Mikumärdissä on kesä (tv-film)
- 1964: Lemmen ja sattuman leikki (tv-film)
- 1963: Mies, joka otti osansa (tv-film)
- 1963: Perhe-elämää (tv-film)
- 1963: Kuparsaare Antti (tv-film)
- 1963: Lemmenleikkiä (tv-film)
- 1963: Marie Octobre (tv-film)
- 1963: Oi nuoruus (tv-film)
- 1963: Pokkasakki (tv-film)
- 1962: Luottamuksella (tv-film)
- 1962: Kesäyön unelma (tv-film)
- 1962: Benjamin (tv-film)
- 1961: Kultainen portti (tv-film)
- 1961: Tähdenlento (tv-film)
- 1961: Tuomio (tv-film)
- 1961: Katariina kaunis leski (tv-film)
- 1961: Tiet (tv-film)
- 1960: Malja Viriliukselle (tv-film)
- 1960: Jeppe Niilonpoika eli Talonpojan ihmeelliset seikkailut (tv-film)
- 1960: Pikku Pietarin piha (tv-film)
- 1960: Mestari Patelin (tv-film)
- 1959: Naisia (tv-film)